# 이비 엔마

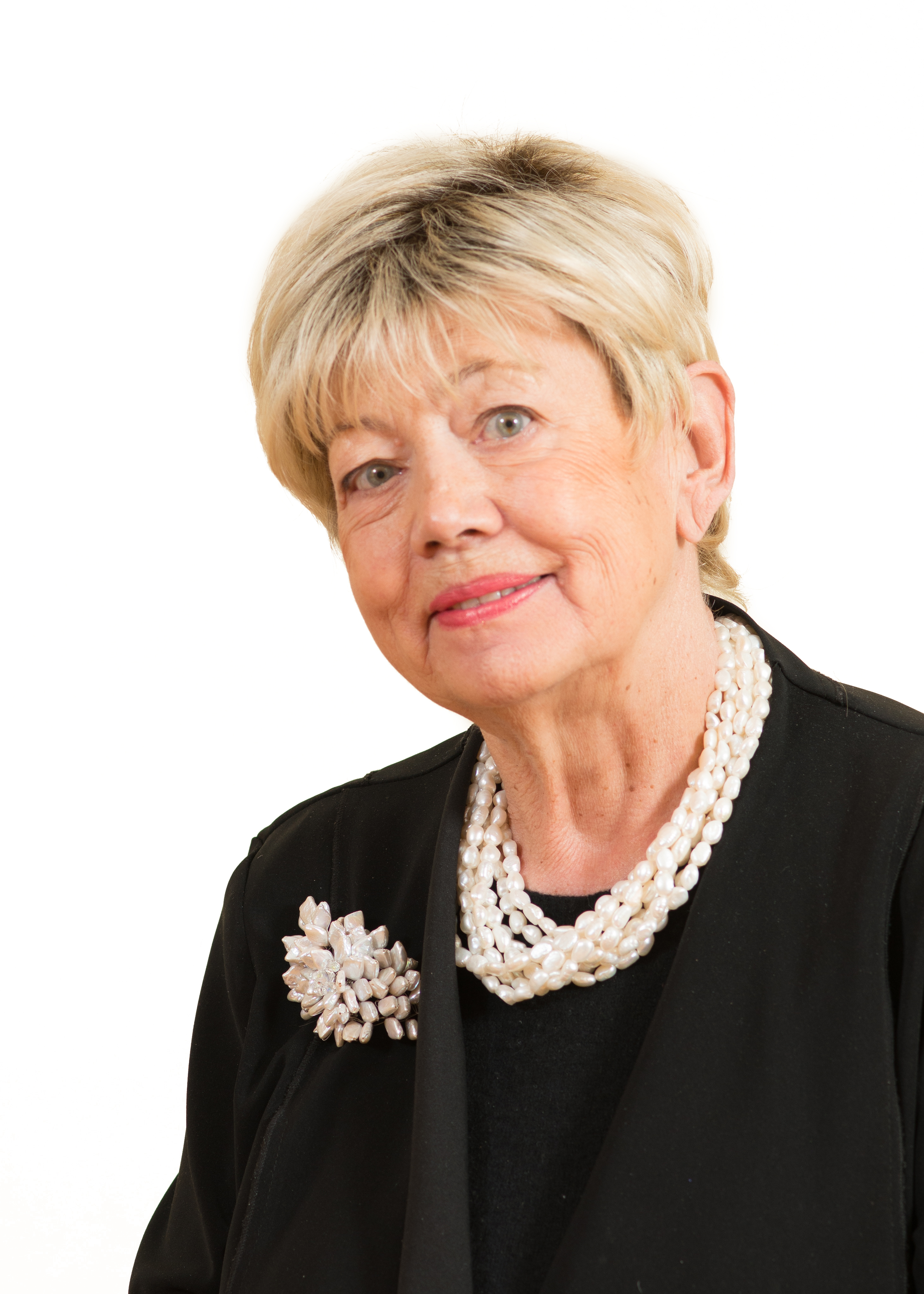
이비 엔마

이비 엔마(에스토니아어: Ivi Eenmaa, 1943년 6월 2일 ~ )는 에스토니아의 정치인이다. 1993년부터 1997년까지 에스토니아 국립도서관의 관장을 역임했으며 1997년 5월부터 1999년 3월까지 탈린 시장을 역임했다.